# Rathaus Wernigerode

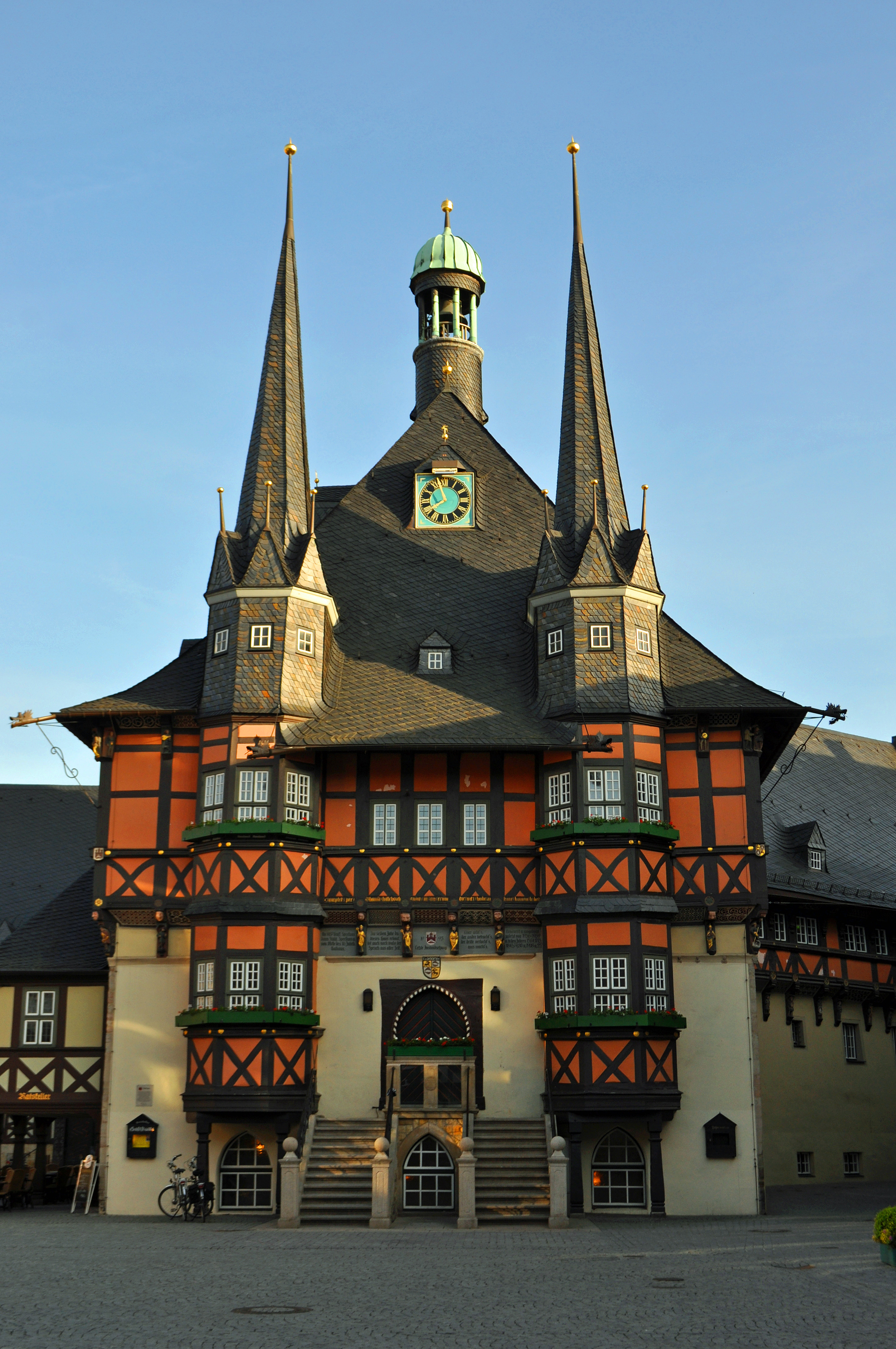
Rathaus Wernigerode

Das Rathaus Wernigerode ist das Rathaus der Stadt Wernigerode in Sachsen-Anhalt.

## Lage
Es befindet sich auf der Südseite des Marktplatzes der Stadt an der Adresse Marktplatz 1. Am Rathaus beginnt die Marktstraße in südliche Richtung.

## Architektur und Geschichte

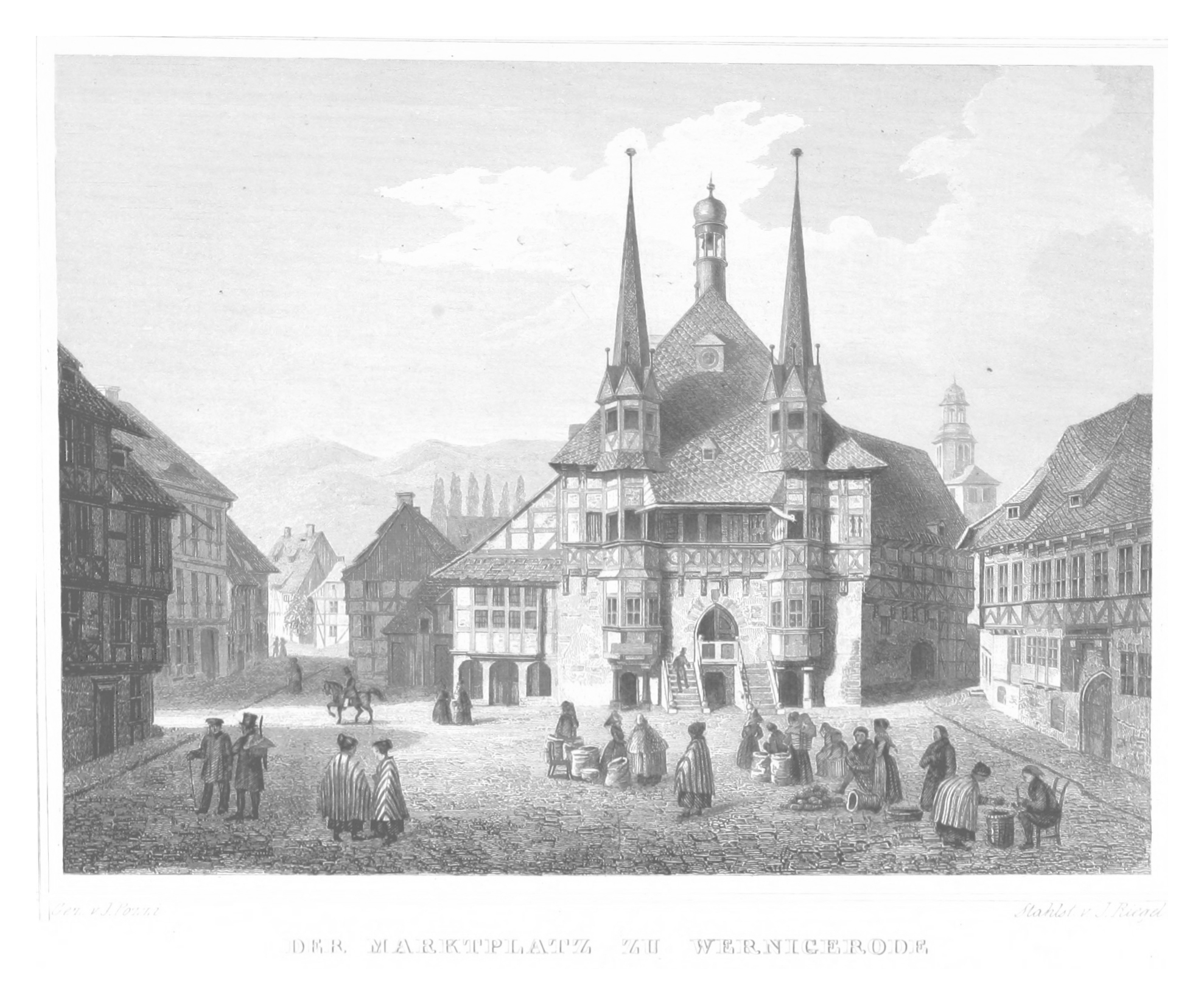
Rathaus im Jahr 1852

Eingangsbereich in den 1930er Jahren

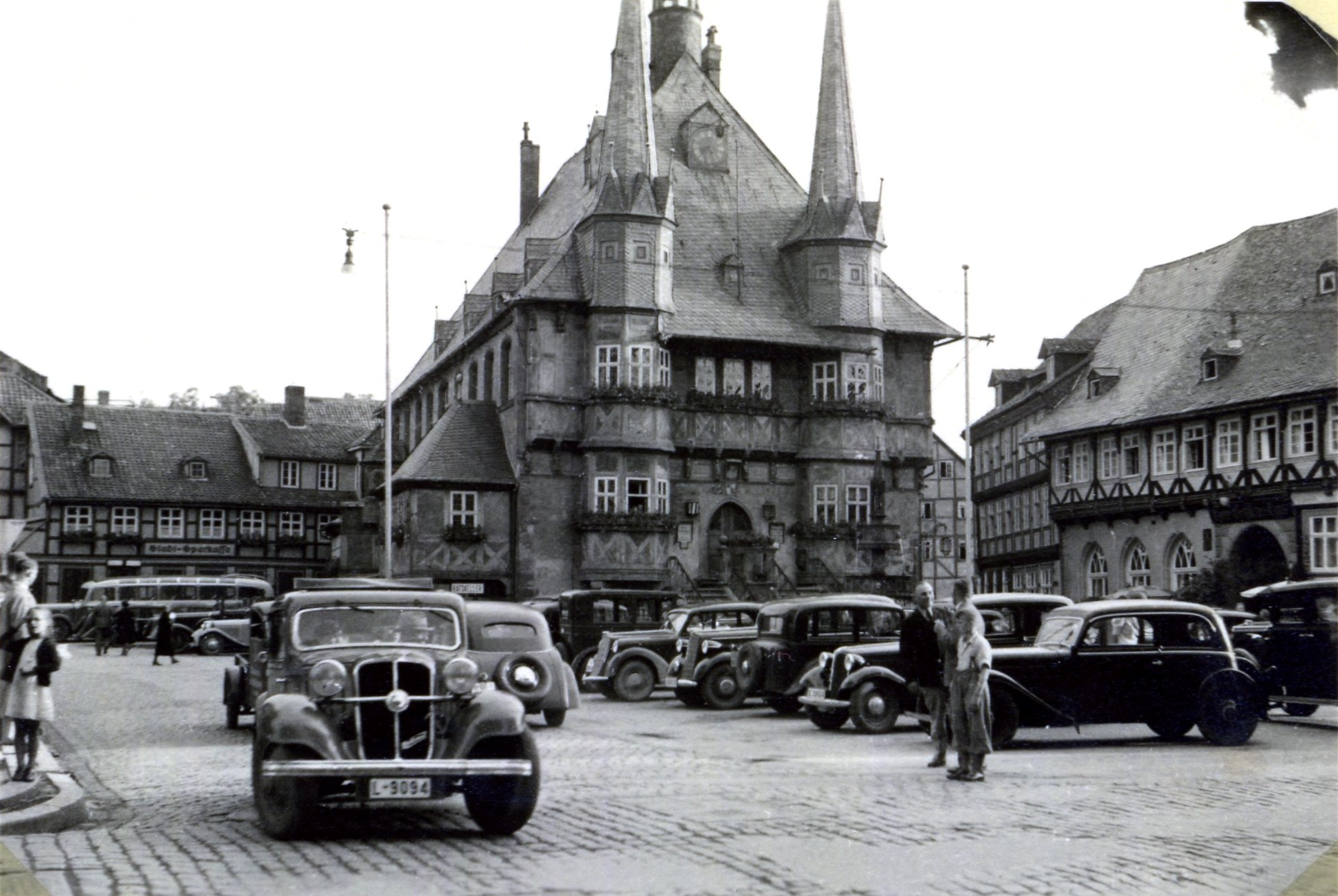
Blick auf das Rathaus, 1937

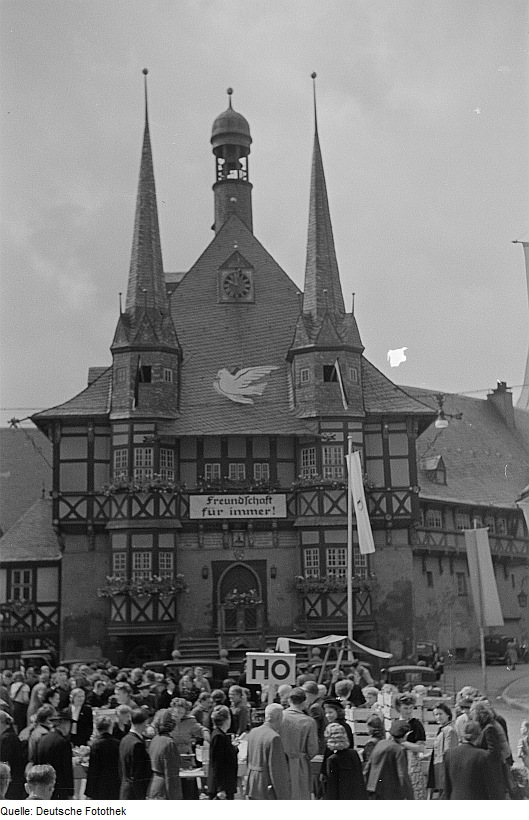
1951

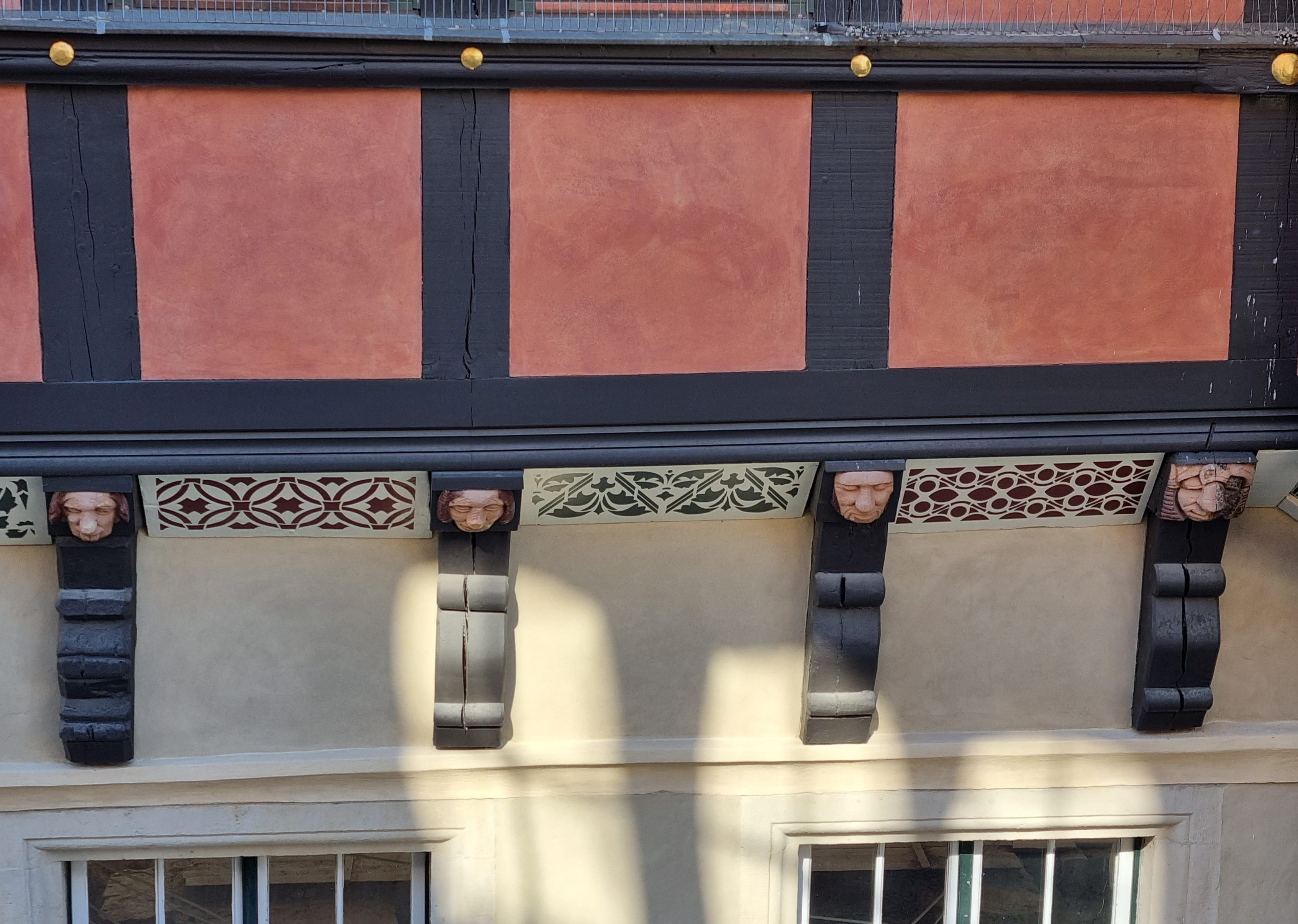
Satirische Schnitzkunst an der Westfassade

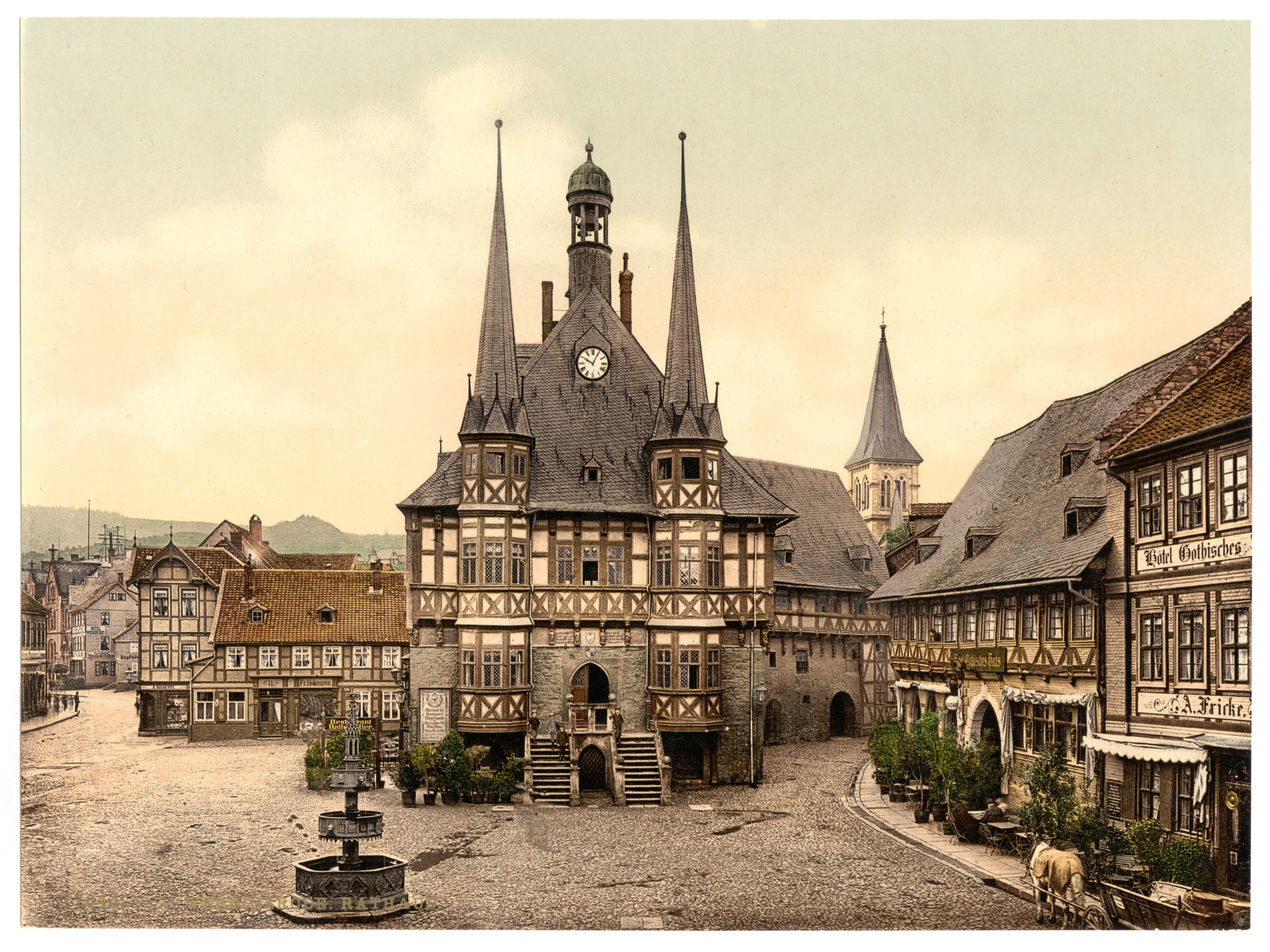
Zwischen 1890 und 1900

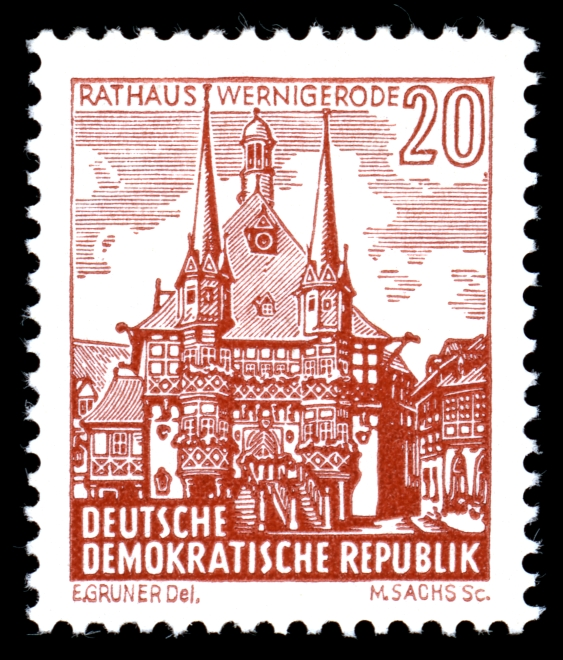
DDR-Briefmarke aus dem Jahr 1961

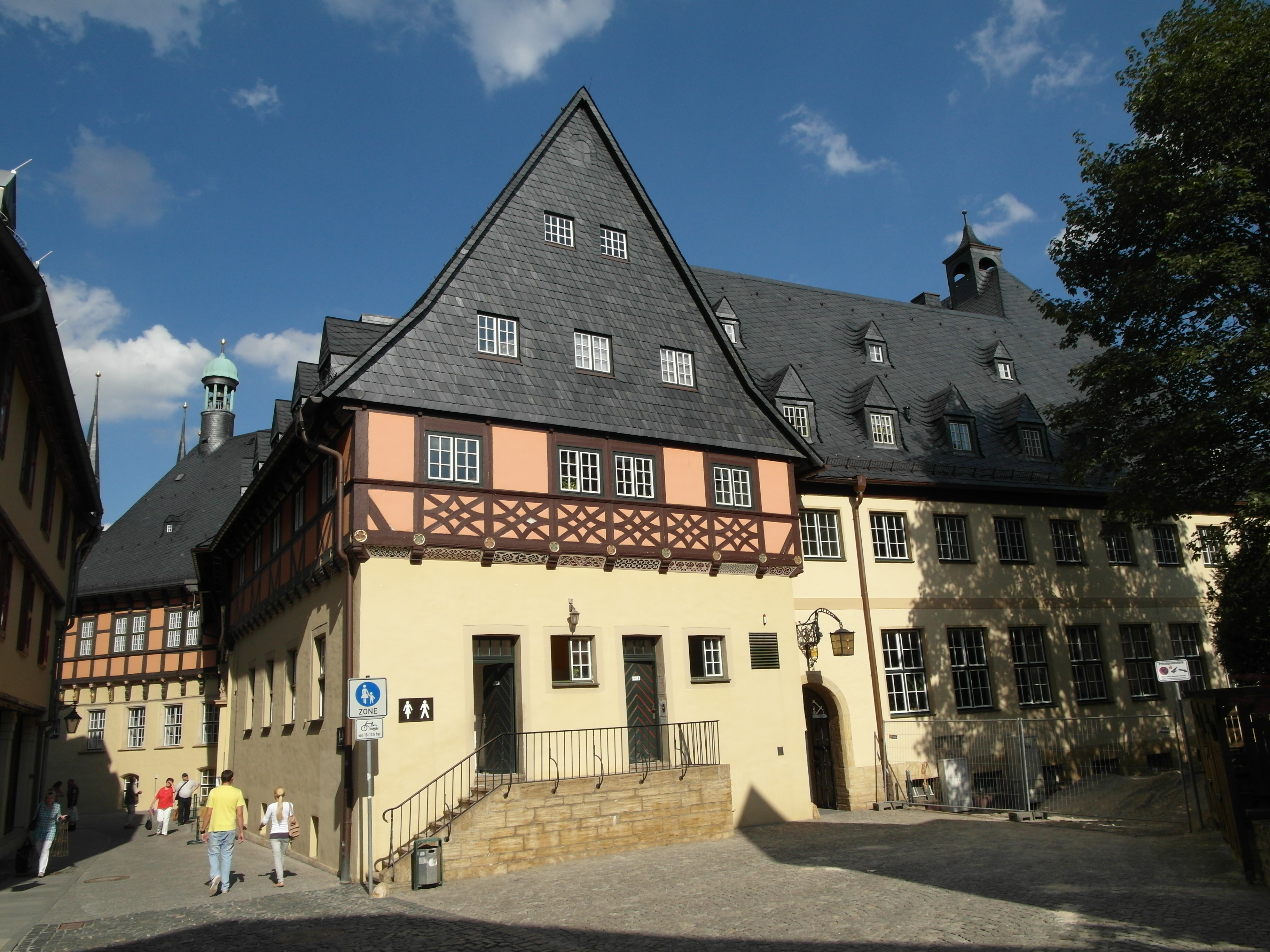
Westflügel Waaghaus, Blick von Süden, 2011

Das Rathaus entstand um 1420 durch Graf Heinrich als gräfliches Spielhaus (Spelhus) auf dem Weinkeller. Eine Inschrift im Wappen über dem Hauptportal verweist hierauf. Das Gebäude wurde dann im Jahr 1427 der Stadt Wernigerode von Graf Heinrich geschenkt. Auch die Stadt nutzte es als Spielhaus. Hier fanden Spiele zur Fastnacht statt, darüber hinaus diente es als Handels- und Gerichtsort. In den Jahren 1494 bis 1498 wurde der markante zum Marktplatz ausgerichtete heute noch erhaltene Fachwerkbau mit zwei schlanken den Eingang flankierenden Erkern errichtet. Die auf freistehenden Ständern ruhenden Erker überragen die Traufe des Hauses jeweils mit einem verschieferten Geschoss, verfügen über kleine Giebelchen und laufen in sehr schlanke Spitzdächer turmartig aus. Das Fachwerk des oberen Geschosses kragt etwa 50 Zentimeter über das massive Untergeschoss vor. Es ist aus mächtigen Balken gefügt. Im Gegensatz zur Betonung der Vertikalen durch die Türme besteht eine horizontale Gliederung durch eine dichte Reihe geschwungener Andreaskreuze. Sie werden nach oben von einem starken Brustriegel begrenzt. Bemerkenswert sind auch die Figuren an den Knaggen des Gebäudes. Die Knaggen des Erdgeschosses zeigen Heilige, die unterhalb des Daches Spielleute, Narren, Trinker und Moriskentänzer mit der Maikönigin. Auch die Balkenköpfe sind beschnitzt. Der Bau wurde nach einer Inschrift an der Schwelle durch den Zimmermeister Thomas Hilleborch vollendet. Im Inneren entstand ein Saal, der als Festsaal für die Bürgerschaft genutzt wurde. Die Gestaltung der Fachwerkfassade erfolgte im niedersächsischen Stil, wobei sich jedoch auch Merkmale der fränkisch-hessischen Gestaltungsform zeigen.
Während des Stadtbrandes des Jahres 1528 wurde das alte, in der Nähe befindliche Rathaus zerstört. Die Stadt Wernigerode erwarb daraufhin das am Klint an der heutigen Westseite des Rathauses befindliche, 1455/56 entstandene Haus der Ackerbürgerfamilie Schierstedt und baute es in den Jahren 1539 bis 1544 gemeinsam mit dem Spielhaus zum heutigen Rathaus um. Der Umbau erfolgte durch Simon Hilleborch. Das Schierstedtsche Anwesen wurde dabei zur Ratswaage, dem sogenannten Waaghaus umgestaltet. Das hohe Erdgeschoss des Waaghauses ist aus Bruchsteinen gebaut und verfügt über ein niedriges, vorkragendes in Fachwerkbauweise erstelltes Obergeschoss. Die figürlich gestaltete Knaggen stellen auch hier sowohl Heilige als auch das Fastnachtstreiben dar. Auch Balkenköpfe und Saumschwellen sind mit reichem Schnitzwerk versehen.
1699 wurde dem Rathaus ein Dachreiter aufgesetzt.
In den Jahren 1873 bis 1875 erfolgte ein grundlegender Umbau des Rathauses, wobei Zweckmäßigkeitserwägungen Priorität hatten. Unter anderem wurde das abgewalmte bis dahin zwischen den Erkern weit überstehende Dach zurückgenommen. Der Umbau wurde später als Fehler begriffen und ab dem Jahr 1906 schrittweise weitgehend wieder zurückgeführt. In den Jahren 1936 bis 1939 erfolgten umfangreiche Um- und Erweiterungsarbeiten. Unter anderem entfernte man die im alten Festsaal eingefügten Büroräume wieder und stellte den Saal wieder in seiner ursprünglichen Größe her. Der 1873 bis 1875 in massiver Bauweise angefügte Ostflügel wurde neu in Fachwerkbauweise ausgeführt und von der Sparkasse genutzt. Dabei wurde ein aus dem Jahr 1584 stammender ebenerdig an der Ostseite stehender Renaissance-Erker, das sogenannte Bürgermeisterstübchen, 1939 in das Dach des neuen Flügels eingefügt. Der figürliche Schmuck des Flügels wurde vom Wernigeröder Bildhauer Otto Welte geschaffen und zeigt Figuren in einheimischer Tracht. Das Waaghaus wurde verlängert. Bedingt durch den Zweiten Weltkrieg mussten die Umbauarbeiten unterbrochen werden. Erst in den Jahren 1948 bis 1950 fand der Umbau im Inneren seinen Abschluss.
Der Keller des Gebäudes wird noch heute als Ratskeller genutzt. Er besteht aus einem Hauptraum mit rechteckigem Grundriss. Überspannt wird er von einem Kreuzgratgewölbe, welches auf zwei starken Mittelpfeilern ruht. Daneben bestehen zwei mit Tonnengewölbe versehene kleine Lagerräume. 1948 schuf der Maler Bert Heller im Ratskeller ein Wandbild Harzsagen, welches jedoch nicht erhalten ist.
Vermutlich war das Erdgeschoss des Rathauses ursprünglich wie der Keller gegliedert. Erhalten geblieben sind hier jedoch nur die aus Bruchsteinen errichteten Außenmauern. In das hoch über dem Marktplatzniveau gelegene Erdgeschoss gelangt man über eine doppelläufige, zwischen den beiden Erkern angelegte Freitreppe, die im Jahr 1741 erneuert wurde.
Das Rathaus Wernigerode wurde auf mehreren Briefmarken abgebildet.
Das Rathaus ist im örtlichen Denkmalverzeichnis als Baudenkmal verzeichnet. Die letzte große Sanierung fand 1993 statt. Im Jahr 2021 begannen erneute Instandsetzungsarbeiten an der Westfassade und im großen Saal.

## Literatur

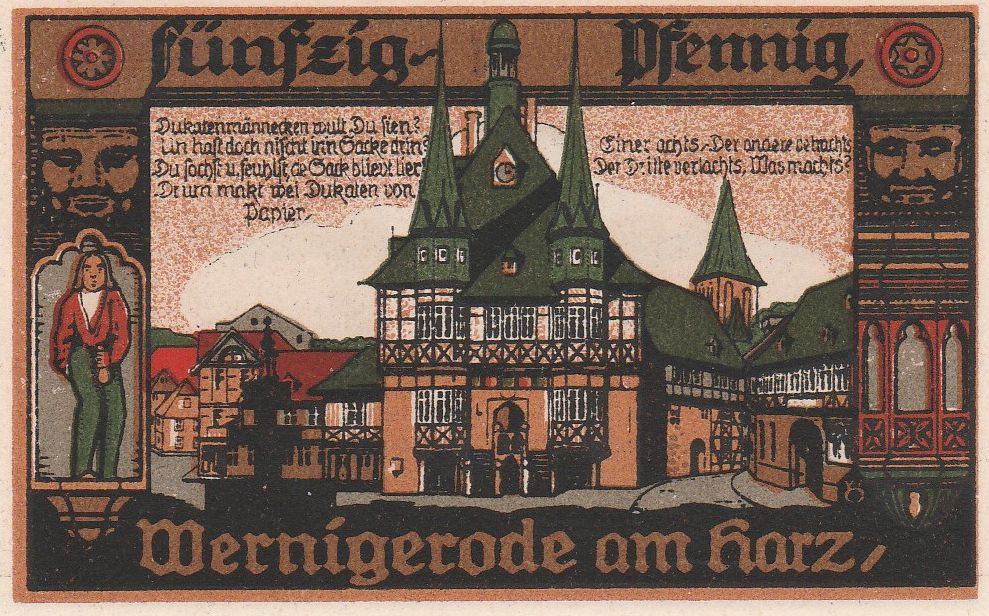
Ein Notgeldschein aus dem Jahr 1920